# Комфри (город, Миннесота)
Ко́мфри (англ. Comfrey) — город в округах Браун и Коттонвуд в штате Миннесота, США. Площадь города составляет 1,1 км², водоёмов нет. Согласно переписи 2002 года, в Комфри проживало 367 человек. Плотность населения составляет 336,6 чел./км².
- Телефонный код города — 507
- Почтовый индекс — 56019
- FIPS-код города — 27-12772[1]
- GNIS-идентификатор — 0641419[2]